# The Christmas Burglars
The Christmas Burglars er en amerikansk stumfilm fra 1908 af D. W. Griffith.

## Medvirkende
- Florence Lawrence som Mrs. Martin
- Adele DeGarde som Margie
- Charles Inslee som Mike McLaren
- John R. Cumpson
- Gladys Egan